# Kanton Saint-Rémy
Saint-Rémy is een kanton van het Franse departement Saône-et-Loire. Het kanton maakt deel uit van het arrondissement  Chalon-sur-Saône.  

Het telt 22.419 inwoners in 2018.

Het kanton werd gevormd ingevolge het decreet van 18  februari 2014 met uitwerking op 22 maart 2015 met een deel van de gemeenten van het opgeheven kanton Chalon-sur-Saône-Sud.

## Gemeenten
Het kanton omvat volgende 9  gemeenten:
- La Charmée
- Épervans
- Lux
- Marnay
- Saint-Loup-de-Varennes
- Saint-Marcel
- Saint-Rémy
- Sevrey
- Varennes-le-Grand